# Wilsonkammare

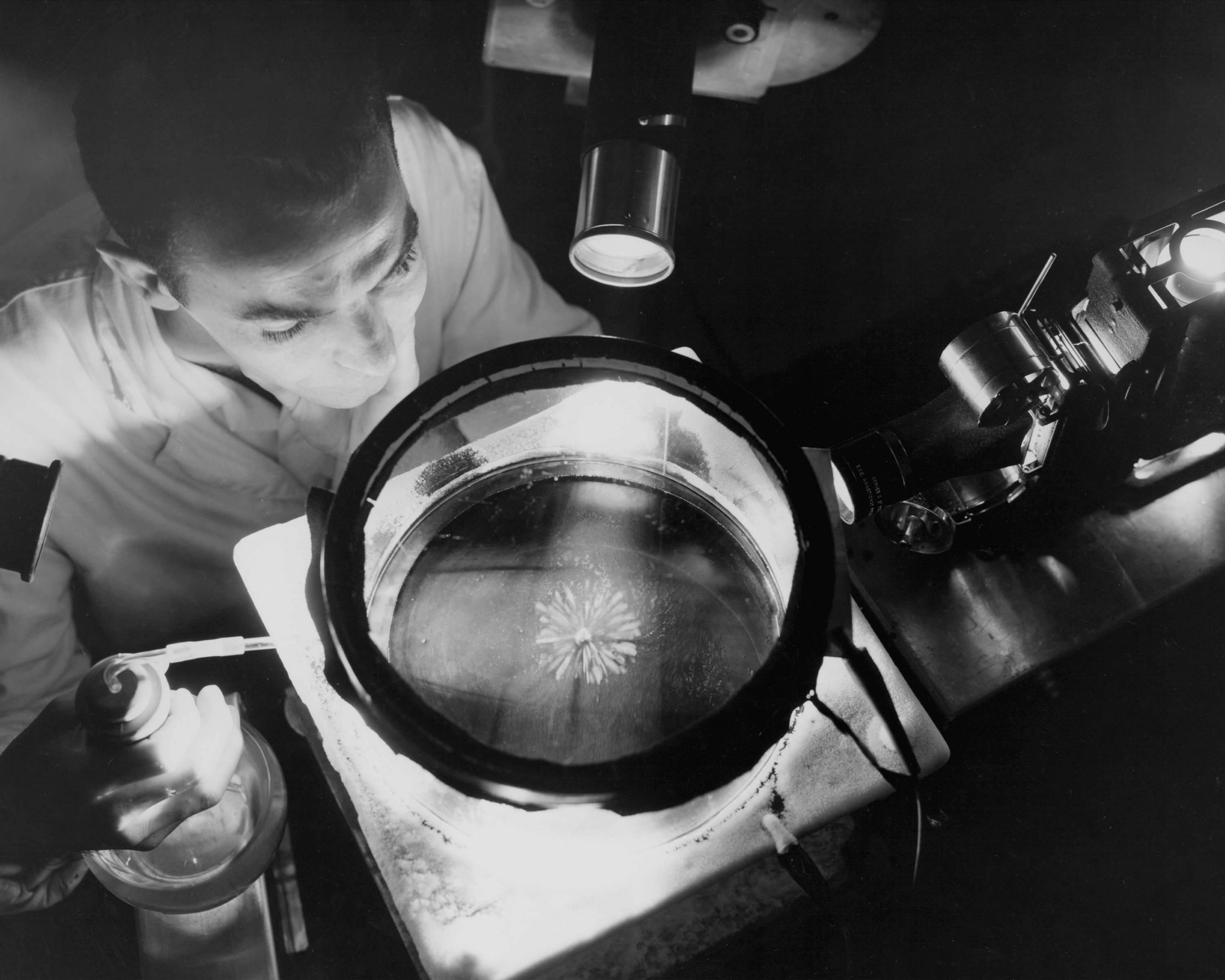
Alfapartiklar från en källa lämnar cirka 5 centimeter långa spår

Wilsonkammare, eller dimkammare är instrument som används för att studera joniserande strålning, ursprungligen utvecklad av den skotske fysikern Charles T. R. Wilson för meteorologiska experiment.
Wilsonkammaren är en behållare med innehåll av övermättad (klar) vattenånga. Behållaren är försedd med ett fönster där man kan se dimspår av ånga efter alfa- och betapartiklar (heliumkärnor respektive elektroner). Dessa partiklar bildar sekundära joner som drar till sig vattenmolekyler. Dimdroppar byggs sedan upp enligt den kalla väggens princip. 
Dimkammaren hade mycket stor betydelse inom partikelforskningen och Wilson fick 1927 års nobelpris i fysik. Instrumenter ersattes sedermera av bubbelkammaren som utvecklades 1952 av Donald A. Glaser. 
Därefter används wilsonkammaren i huvudsak inom fysikutbildning där man tittar på spontana sönderfall och lågradioaktiva preparat. I skolan brukar två typer av dimkammare användas: pulserande kompressions-/dekompressionskammare, samt kontinuerlig wilsonkammare. 

## Pulserande kompressions-/dekompressionskammare
En alkoholhaltig gas reduceras i sitt tryck adiabatiskt med en omvänd handpump. Då blir gasen kallare och övermättad. Under cirka en sekund blir joniserade droppar av vatten synliga som partikelspår.
Därefter upprepar man det cykliska förloppet.

## Kontinuerlig wilsonkammare
En kammare laddas med kolsyreis och alkohol. Efter cirka 10 minuter blir spår av joniserad vattenånga synliga i gasen, efter cirka 15 minuter brukar kammaren nå sin högsta känslighet. Det är behjälpligt, men inte nödvändigt, att gasen renas från vattenjoner med ett elektrostatiskt fält. Det finns avancerade kontinuerliga wilsonkammare med peltierkylning.